# Solo (EP)
Solo en un EP de la cantante y compositora brasileña Anitta que se compone por 3 canciones Veneno, Não Perco Meu Tempo y Goals, el álbum fue lanzado el 9 de noviembre de 2018 tiene un género de Pop y Reguetón, el álbum a pesar de tener poco tiempo fue nominado a varios premios y cada canción ha estado en puestos altos en varios países latinos

## Producción y grabación
Todos tuvieron ayuda de Warner Music y por João Papa cada uno con una temática diferente todos fueron planeados con dedicación y atención.

### Veneno
Es la canción en español del EP, fue escrita por Anitta junto al cantante colombiano Camilo (cantante), contó con la producción de Tainy y es el track más exitoso de la producción.
El vídeo es muy arriesgado y presenta una propuesta diferente debido a la presencia de numerosas serpientes que rodean a la artista brasileña a lo largo del clip, fue dirigido por João Papa y Anitta lo ha definido como su video favorito en diversas entrevistas.

### Não Perco Meu Tempo
Este es el segundo sencillo grabado en una habitación sin puertas donde varias Anittas están hablando con una Anitta sentada en una silla mirando a una persona de frente mientras que las Anittas le dicen que "pierde su tiempo al estar buscando pareja ya que siempre tienen un problema de actitud" esta canción fue la más fácil de hacer ya que no hubo baile (ya que las Anittas sostenían un reloj de arena y la otra Anitta estaba sentada la letra tampoco fue difícil ya que es un poco repetitivo.

### Goals
Esta es la tercera canción del álbum, es la más lenta y larga de todas. El vestuario con brillo, el peinado de Anitta, el fondo oscuro, las luces de colores morados y azules, y la letra hace que esta canción pareciera que es desarrollada en el cielo ya que todo es lento, la letra habla de maltrato contra la mujer todo se detiene.

## Crítica
Después del lanzamiento de Anitta, fue recibido con críticas mixtas de los críticos de música. John Pereira, del Audiograma, dijo que el álbum es un álbum pop clichelete, pero que eso no es algo malo. Para él, el álbum remite a los primeros trabajos de la cantante brasileña Kelly Key. Pereira dice que "no le gusta lo que ella [Anitta] hace es permitido, pero negar que ella alcanzó algo que pocos lograron en el escenario pop brasileño puede ser demasiado". Yuri de Castro, del Cinta Bruta, también compara a Anitta a Kelly Key y la Preta Gil, llamándola "fútil", pues la cantante "es comportada y finge que no, es conservadora y ni siquiera sabe que es, e incluso, ecléctica En el peor sentido de la palabra.

## Lista de canciones
- Edición estándar

| Solo |                       |          |  |
| N.º  | Título                | Duración |  |
| 1.   | «Veneno»              | 2:38     |  |
| 2.   | «Não Perco Meu Tempo» | 2:56     |  |
| 3.   | «Goals»               | 3:33     |  |
| 9:42 |                       |          |  |

## Historial de lanzamiento
| Región | Fecha                  | Formato          | Discográfica |
| ------ | ---------------------- | ---------------- | ------------ |
| Brasil | 9 de noviembre de 2018 | CD               | Warner Music |
| Brasil | 9 de noviembre de 2018 | Descarga digital | Warner Music |